# 직업능력개발훈련시설
직업능력개발훈련시설은 평생에 걸쳐 직업에 필요한 직무수행능력을 습득·향상시키기 위하여 실시하는 훈련인 ‘직업능력개발훈련’을 실시하기 위하여 설치한 시설이다.
직업능력개발훈련시설은 국가·지방자치단체 및 대통령령으로 정하는 공공단체가 설치한 ‘공공직업훈련시설’과 직업능력개발훈련을 위하여 설립·설치된 직업전문학교·실용전문학교 등의 시설인 ‘지정직업훈련시설’으로 분류된다.
대한민국에서는 고용노동부의 승인으로 설치된다.

## 지정직업훈련시설
실용전문학교(Occupation College) 또는 직업전문학교는 「근로자직업능력 개발법」 제28조에 따라 설치된 지정직업훈련시설로, 정부에서 지원하는 직업훈련을 수행하기 위해 만들어진 기관이다. 고용노동부의 인가를 받아 설립하며, 실습 위주의 수업이 진행된다. 이전까지는 '직업훈련원', '직업전문학교' 등 교명에 반드시 '직업'이 들어가야 했지만, 2014년 6월 21일 「근로자직업능력 개발법」이 개정되면서 '실용전문학교' 등을 명칭으로 사용할 수 있게 되었다. 「학점인정 등에 관한 법률」 제3조 및 동법 시행령 제3조에 따른 평가인정 대상 교육훈련기관에 해당하며, 교육부로부터 평가인정을 받아 학점은행제 과목을 운영하는 곳 중에서는 교육부장관 명의의 전문학사 또는 학사 학위를 취득할 수 있다. 2018년 학점은행제 인정직업훈련원 74개 기관중 이 45곳이 직업전문학교를, 19곳이 실용전문학교를 사용하고 있다.

## 이칭
전문학교(專門學校, vocational school, trade school, career center, vocational college)는 교육기관의 일종으로, 국가에 따라 2차 또는 고등 교육기관을 가리킬 수 있으며 보통 고등학교를 졸업한 후 입학하는 특정한 직업의 작업을 수행하는데 필요한 기술적 기술을 제공하기 위해 설계된 교육기관이다.

### 오스트레일리아
전문학교는 오스트레일라에서 테크니컬 칼리지(technical college)라고 부르며 VET(vocational educational training)에 특화된 20개 이상의 학교가 있다.

### 캐나다
캐나다에서는 전문학교를 종종 칼리지(college)라고 부른다. 그러나 칼리지는 대학교 학위의 일부를 제공하는 기관을 가리키는 말이기도 하다.

### 중앙아시아 및 동유럽
PTU(ПТУ) 또는 technikum라 불리며 졸업후에는 전문학사 학위를 수여한다.